# Fondmetal
Fondmetal é uma empresa italiana que fabrica rodas esportivas, fundada pelo italiano Gabriele Rumi  em 1972. Participou como construtora da Fórmula 1 nas temporadas 1991 e 1992 e patrocinou a equipe Minardi no desenvolvimento de um motor para a temporada de 2000.

## Equipe Fondmetal

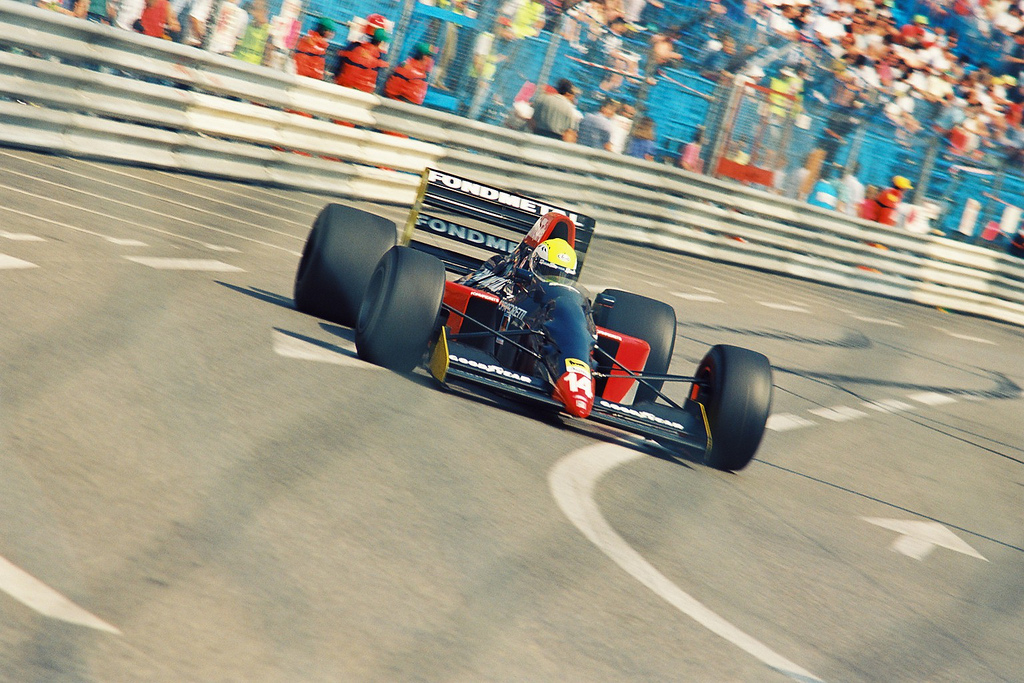
Andrea Chiesa pilota o GR01 durante treino para o GP de Mônaco, em 1992.

Em 1990, a equipe Osella estava em crise financeira, tendo a Fondmetal como seu principal patrocinador desde 1989. Enzo Osella, dono da equipe, visando aliviar a situação financeira, decidiu vender parte de suas ações à Fondmetal (que passaria a se chamar "Fondmetal/Osella"), e ao final da temporada, Gabriele Rumi, então sócio da Minardi, assumiu o comando técnico do time.
No ano seguinte, Rumi mudou a sede da equipe de Volpiano para Bérgamo. Em seguida, contratou o francês Olivier Grouillard (ex-Ligier) para pilotar o FA1ME, que na verdade era o carro da Osella em 1990. Grouillard amargou uma sequência de cinco DNPQ's (eliminação na pré-classificação). Ainda assim, Rumi mantinha suas esperanças, lançando um novo chassi, chamado Fomet-1. Ainda assim, Grouillard continuava não obtendo resultados satisfatórios.
O mau desempenho levou Rumi a demiti-lo depois do GP de Portugal, contratando Gabriele Tarquini (que pilotava pela AGS) para o lugar do francês. Nas três provas que disputou Tarquini largou em duas etapas, ficando ausente do GP da Austrália. Isso foi suficiente para que permanecesse para 1992. Com o contrato renovado, o italiano largou em todas as corridas da temporada, pilotando tanto o GR01 quanto o GR02, novo carro do time. Além dele, o ítalo-suíço Andrea Chiesa esteve presente em dez GP's, largando em três (abandonou todas) e não passando da pré-classificação em sete. Eric van de Poele, recém-demitido da Brabham, esteve em três corridas, tendo um décimo lugar como melhor resultado.
Durante a temporada de 1992, a Fondmetal, que já tinha as finanças bastante fragilizadas, deixou a Fórmula 1 em setembro; na pausa para o GP do Japão, que durou mais de um mês, rumores davam conta de que tanto Fondmetal quanto Brabham poderiam voltar à categoria, mas tais notícias não se concretizaram.

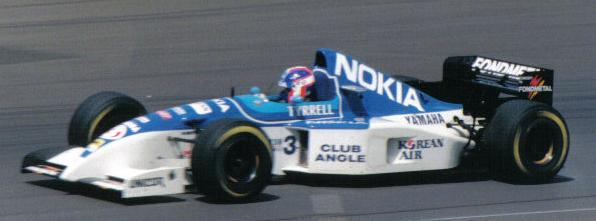
Carro da Tyrrell pilotado por Ukyo Katayama em 1995. No aerofólio, a logomarca da Fondmetal.

## Depois da saída
Rumi, após tirar sua equipe da F-1, manteve a Fondmetal como patrocinadora das equipes Tyrrell e Minardi entre 1994 e 2000. Algum tempo depois, virou co-proprietário e presidente da Minardi até descobrir um câncer, tendo vendido suas ações a Paul Stoddart. Rumi veio a falecer em 22 de maio de 2001.

## Participações na Fórmula 1
| Ano  | Equipe            | Piloto             | # de GPs |
| ---- | ----------------- | ------------------ | -------- |
| 1991 | Fondmetal-Ford    | Olivier Grouillard | 13       |
| 1991 | Fondmetal-Ford    | Gabriele Tarquini  | 3        |
| 1992 | Fondmetal-Ford    | Gabriele Tarquini  | 13       |
| 1992 | Fondmetal-Ford    | Andrea Chiesa      | 10       |
| 1992 | Fondmetal-Ford    | Eric van de Poele  | 3        |
| 2000 | Minardi-Fondmetal | Gaston Mazzacane   | 17       |
| 2000 | Minardi-Fondmetal | Marc Gene          | 17       |